# Pušća
Pušća je opčina v Chorvatsku v Záhřebské župě. Nachází se asi 4 km severozápadně od Zaprešiće a asi 24 km severozápadně od centra Záhřebu. V roce 2011 zde žilo 2 700 obyvatel. Správním střediskem opčiny je vesnice Donja Pušća.
Součástí opčiny je celkem 8 trvale obydlených vesnic.
- Bregovljana – 122 obyvatel
- Donja Pušća – 794 obyvatel
- Dubrava Pušćanska – 186 obyvatel
- Gornja Pušća – 605 obyvatel
- Hrebine – 380 obyvatel
- Hruševec Pušćanski – 241 obyvatel
- Marija Magdalena – 263 obyvatel
- Žlebec Pušćanski – 109 obyvatel

Dříve se zde též nacházela vesnice Milićevo Selo.